# Карельская литература
Каре́льская литерату́ра — литература карел на карельском языке.

## История
В начале 1920-х годов в Карелии зарождается письменная литература. Появляются первые литературно-художественные журналы и альманахи на финском и русском языках («Красное кантеле» (1928), «Фронт» (1932—1937), «Весенний поток» (1931—1932)), альманахи «Начало» (1934—1935) и «Карелия» (1937—1940).
С образованием в 1920 году Карельской трудовой коммуны и затем, в 1923 году, Автономной Карельской республики, государственным языком в Карелии наряду с русским и карельским стал также финский язык. Финноязычная литература Карелии оказалась общей для нескольких этнических групп: для финнов-эмигрантов, приехавших в СССР в 1920-х из Финляндии, США и Канады, для местных ингерманландцев и карелов, понимавших по-фински.
Литературу 1920—1930-х годов представляют и первые писатели карельской национальности — Н. Яккола, Ф. Ивачев, Ф. Исаков, А. Тимонен, Я. Ругоев, Н. Лайне, создававшие свои произведения на финском языке. Основоположниками карельского литературного языка являются редактор карельской литературы Алексей Антонович Беляков и доцент Карельского отделения при Тверском пединституте Александра Алексеевна Милорадова.

## Авторы на карельском языке
Карельские писатели, поэты и переводчики — Владимир Брендоев (1931—1990), П. М. Семёнов, А. Л. Волков, З. Т. Дубинина, В. С. Иванов (Вейкки), О. Ф. Мишина, И. С. Савин, Н. Н. Пахомов.